# سیارک ۹۵۱۲
سیارک ۹۵۱۲ (به انگلیسی: 9512 Feijunlong، نامگذاری:1966CM) نه هزار و پانصد و دوازدهمین سیارک کشف شده‌است که در ۱۳ فوریه ۱۹۶۶ کشف شد.